# Olympische Sommerspiele 1964/Teilnehmer (Marokko)
| Gelbes Symbol für Goldmedaillen mit stilisierten Olympischen Ringen | Graues Symbol für Silbermedaillen mit stilisierten Olympischen Ringen | Braundes Symbol für Bronzemedaillen mit stilisierten Olympischen Ringen |
| ------------------------------------------------------------------- | --------------------------------------------------------------------- | ----------------------------------------------------------------------- |
| —                                                                   | —                                                                     | —                                                                       |

Marokko nahm an den Olympischen Sommerspielen 1964 in Tokio mit einer Delegation von 20 männlichen Athleten an zehn Wettkämpfen in vier Sportarten teil. Ein Medaillengewinn gelang keinem der Athleten.

## Teilnehmer nach Sportarten

### Boxen
- Fatah Ben Farj
Halbweltergewicht: in der 1. Runde ausgeschieden

- Lahcen Ahidous
Mittelgewicht: im Achtelfinale ausgeschieden

### Fußball
- in der Gruppenphase ausgeschieden
Abderrazak Nijam
Abdelkader Moukhtatif
Abdel Kader Morchid
Abdel Kader Mohamed
Mohamed Lamari
Mustapha Fahim
Abdel Ghani El-Mansouri
Ali Bouachra
Amar Ben Siffedine
Allal Ben Kassou
Ali Ben Dayan
Driss Bamoos

### Gewichtheben
- Abderrahim Tazi
Mittelgewicht: 17. Platz

- Mustapha Adnane
Halbschwergewicht: 20. Platz

### Leichtathletik
Männer
- Bouchaib El-Maachi
100 m: im Viertelfinale ausgeschieden
200 m: im Halbfinale ausgeschieden

- Bakir Ben Aissa
Marathon: 12. Platz

- Ben Assou El-Ghazi
3000 m Hindernis: im Vorlauf ausgeschieden

- Lahcen Samsam Akka
Kugelstoßen: 18. Platz